# Tomsk
Tomsk este un oraș rusesc din Siberia, capitala regiunii Tomsk. A fost întemeiat în 1604. Tomsk este unul din cele mai vechi orașe din Siberia. 
Cel mai vechi mare centru educațional, științific și de inovare din Siberia[4]: 9 universități, 15 institute de cercetare, o zonă economică specială de tip tehnic și de inovare și 6 incubatoare de afaceri. Este membru al Asociației orașelor din Siberia și Orientul Îndepărtat și al Asociației "rețeaua marilor orașe asiatice"[5].
Orașul este bogat în monumente de arhitectură din lemn și piatră din secolele XVIII-XX.
568.508[1] oamenii locuiesc în oraș (2021), 589.701 [1] oamenii locuiesc în districtul orașului Tomsk (2021). Tomsk, orașul său satelit Seversk și suburbiile sale formează aglomerația urbană Tomsk cu o populație de aproximativ 786.000 de persoane (2019).
Prin Decretul Președintelui Federației Ruse din 2 iulie 2020, orașul a primit titlul de "orașul valorii muncii"